# Физический театр
Физический театр — это жанр театрального представления, который включает в себя сюжетное повествование спектакля в первую очередь через физические движения. Характерная черта этого жанра — абсолютное доминирование движения над текстом (не исключая его полного отсутствия); независимое от текста драматурга представление действий с помощью языка тела и движений мимики, что сближает физический театр с пантомимой. Исполнители общаются между собой при помощи различных жестов тела, выражая при этом свои эмоции и внутренние импульсы.
Некоторые институты предполагают, что все жанры физического театра имеют общие характеристики, хотя отдельные спектакли не обязательно должны демонстрировать все эти характеристики, чтобы их можно было определить как физический театр. Исследование подготовки или «работы» артистов физического театра приводит к объединению многочисленных элементов, принятых в качестве средства для дальнейшего информирования театрального исследования / производства. Бросая вызов традиционной арке просцениума и традиционным отношениям между исполнителем и аудиторией (также известным как «разрушение четвёртой стены»). Поощрение участия аудитории, любое взаимодействие, которое происходит физически в течение всего выступления.

## Современный физический театр
Современный физический театр вырос из множества источников. Мимические и театральные школы клоунады, такие как Международная школа театра Жака Лекока в Париже, оказали большое влияние на многие современные выражения физического театра. Практикующие врачи[уточнить], такие как Стивен Беркофф и Джон Райт, прошли начальную подготовку в таких учреждениях. Современный танец также оказал сильное влияние на то, что мы считаем физическим театром, отчасти потому, что большинство физических театров требует от актёров определённого уровня физического контроля и гибкости. Эти качества редко встречаются у тех, кто не имеет какого-то двигательного фона. Современный физический театр также имеет прочные корни в более древних традициях, таких как комедия дель арте, и некоторые предполагают связь с древнегреческим театром, в частности театром Аристофана.
Некоторые практики, такие как Ллойд Ньюсон, несмотря на то, что он был первой компанией, включившей термин «физический театр» в название своей компании (DV8 Physical Theatre), выразили озабоченность тем, что выражение теперь используется как «разная» категория, которая включает все, что не попадает аккуратно в литературный драматический театр или Современный танец. Он также разочарован тем, что многие компании и исполнители, которые описывают то, что они делают, как физический театр, не имеют физических навыков, подготовки и/или опыта в движении. Таким образом, современные театральные подходы (в том числе постмодернистский спектакль, придуманный спектакль, визуальный спектакль, постдраматический спектакль и др.), хотя и имеют свои собственные четкие определения, часто просто обозначаются как «физический театр» только по той причине, что они в некотором роде необычны.
Современный танец значительно добавил к этому миксу, начиная, в частности, с Рудольфа фон Лабана. Лабан разработал способ смотреть на движение вне кодифицированного танца и сыграл важную роль в создании движения не только для танцоров, но и для актеров. Позже танцовщица и хореограф Пина Бауш и другие исследовали связь между танцем и театром. В Америке постмодернистское танцевальное движение танца Церкви Джадсона также начало влиять на театральных практиков, поскольку их предложения по движению и соматическому обучению одинаково доступны для тех, кто обучен танцу, как и для тех, кто обучен театру. Действительно, Стив Пакстон преподавал театральное искусство студентам Дартингтонского колледжа искусств и других учебных заведений.

## История Физического театра
Другая традиция физического театра началась с французского мастера Этьена Декру (отца телесной пантомимы). Целью Декру было создание театра, основанного на телесности актера, что позволило создать более метафорический театр. Эта традиция выросла, и телесная пантомима теперь преподается во многих крупных театральных школах.
Даниэль Штейн, учитель из рода Этьена Декру, имеет это сказать о физическом театре:
Я думаю, что физический театр гораздо более висцеральный, и зрители страдают гораздо более висцерально, чем интеллектуально. Основой театра является живой, человеческий опыт, который отличается от любого другого вида искусства, о котором я знаю. Живой театр, где реальные человеческие существа стоят перед реальными человеческими существами, — это тот факт, что мы все отложили этот час; обмен идет в обоих направлениях. Тот факт, что это очень физическая, висцеральная форма, делает ее очень отличным опытом от почти всего остального, что мы принимаем в нашей жизни. Я не думаю, что мы могли бы сделать это так же, если бы мы делали литературный театр. Можно утверждать, что физический театр стал отличаться от чистой пантомимы, когда Жан-Луи Барро (ученик Декру) отверг идею своего учителя о том, что мим должен молчать; если мим использует свой голос, то у них будет целый ряд возможностей, открытых для них, которые ранее не существовали бы. Эта идея стала известна как «Тотальный театр», и Барро отстаивал идею о том, что ни один театральный элемент не должен брать на себя главенство над другим: движение, музыка, визуальный образ, текст и т. д. Он рассматривал каждый элемент как одинаково важный и считал, что каждый из них должен быть изучен на предмет его возможностей.
Барро был членом труппы Мишеля Сен-Дени вместе с Антоненом Арто. Арто также оказал большое влияние на формирование того, что стало известно как физический театр. Арто отверг примат текста и предложил театр, в котором арка просцениума расположена так, чтобы иметь более прямые отношения со зрителем.
Восточные театральные традиции повлияли на некоторых практиков, которые затем повлияли на физический театр. Ряд восточных традиций имеют высокий уровень физической подготовки и являются визуальными шедеврами. Японская традиция театра Но, в частности, часто подвергалась критике[кем?][когда?]. Энергия и визуальная природа балийского театра очаровали Антонена Арто, и он много писал о нем. Театр Но был важен для многих практикующих, включая Лекока, который основывал свою нейтральную маску на спокойной маске Но. Ежи Гротовский, Питер Брук, Жак Копо и Джоан Литтлвуд — все они находились под сознательным влиянием театра Но. Наряду с современными западными практиками, некоторые японские театральные практики находились под влиянием своих собственных традиций. Тадаси Судзуки частично опирался на театр Но, и его ученики и сотрудники распространили его высоко физическую подготовку на Западе. Это, в частности, произошло благодаря сотрудничеству с ним Энн Богарт и одновременному обучению её актеров как методу точек зрения, так и обучению Судзуки. Как и Судзуки, движение Буто, которое возникло из Тацуми Хидзиката и Кадзуо Оно, содержало элементы но образности и телесности. Буто, опять же, оказывает влияние на западных практиков в последние годы и имеет опредёленное сходство с мимической подготовкой Лекока в плане идей (впечатление и последовательное воплощение образов, использование маски и т. д.)
Помимо постепенного вливания идей из-за пределов Западной театральной традиции, влияние возникло и изнутри театра, начиная с Константина Станиславского. Позже в жизни Станиславский начал отвергать свои собственные идеи натурализма и начал преследовать идеи, касающиеся физического тела в исполнении. Мейерхольд и Гротовский развили эти идеи и начали развивать актёрскую подготовку, которая включала в себя очень высокий уровень физической подготовки. Питер Брук повлиял и развил эту работу.

## Список литературы
- Арто, А. Театр и его Двойник. — Симпозиум, 2000. — 448 с. —  ISBN 5-89091-123-6
- Брук, П. Пустое пространство. — Артист. Режиссёр. Театр, 2003. — 376 с. —  ISBN 5-87334-048-X
- Гротовский, Е. От Бедного Театра к Искусству-проводнику. — Артист. Режиссёр. Театр, 2003. — 352 с. —  ISBN 5-87334-073-0